# Luis Rigou
Luis Rigou est un musicien (flûte traversière, flûtes des Andes), chanteur et compositeur argentin né à Buenos Aires. Diego Modena est le nom d'artiste qu'il utilise pour interpréter et enregistrer la série d'album de variété Ocarina dans les années 1990.

## Biographie

### Jeunesse et études
Luis Rigou est né le 23 juin 1961 à Buenos  Aires. Il est l’époux de la saxophoniste norvégienne Hélène Arntzen.
Son premier instrument est la quena, auquel il s’intéresse pour toute l’histoire et la culture qu’elle peut représenter, celle des Andes, des Incas, avant son aspect purement musical.
Après des études secondaires au Collège San Agustin dans la capitale argentine, il étudie le droit à l'Université de Buenos Aires (UBA).
C'est au Conservatoire National de Buenos Aires qu'il va développer sa formation musicale. Il ne peut pas s’y présenter avec une quena, il lui faut un instrument symphonique. Il choisit donc la flûte traversière qu’une amie lui prête. Luis Rigou apprend là-bas le contrepoint, l'analyse, l'harmonie, l'anthropologie musicale et la composition, tout en suivant des cours de flûte traversière. Il n’a pas encore vingt ans lorsqu’il accompagne Jaime Torres comme soliste pour la première fois (il l’accompagne pendant trois ans et demi).

### Carrière musicale

#### Maïz
Luis Rigou est membre fondateur du groupe sud-américain Maïz monté en 1982,. Cette formation joue sur les scènes du monde entier et remporte diverses récompenses comme le Prix Révélation du Festival Folklorique Cosquín en 1987, remis par Atahualpa Yupanqui.
En 1989, après une longue tournée à travers le monde (États-Unis, Suède, Tchécoslovaquie, Italie et Uruguay), Luis Rigou décide de s’arrêter une année à Bâle, en Suisse, afin de parfaire ses études de flûte traversière. Il est l’élève de Felix Renggli et de Peter Lukas-Graft.

#### Cuarteto Cedrón
C’est en 1990, après son entrée au Cuarteto Cedrón en tant que flûtiste, avec qui il joue trois ans, qu’il s’installe à Paris. Il s’agit de ses premiers pas dans l’univers du Tango.

#### Diego Modena

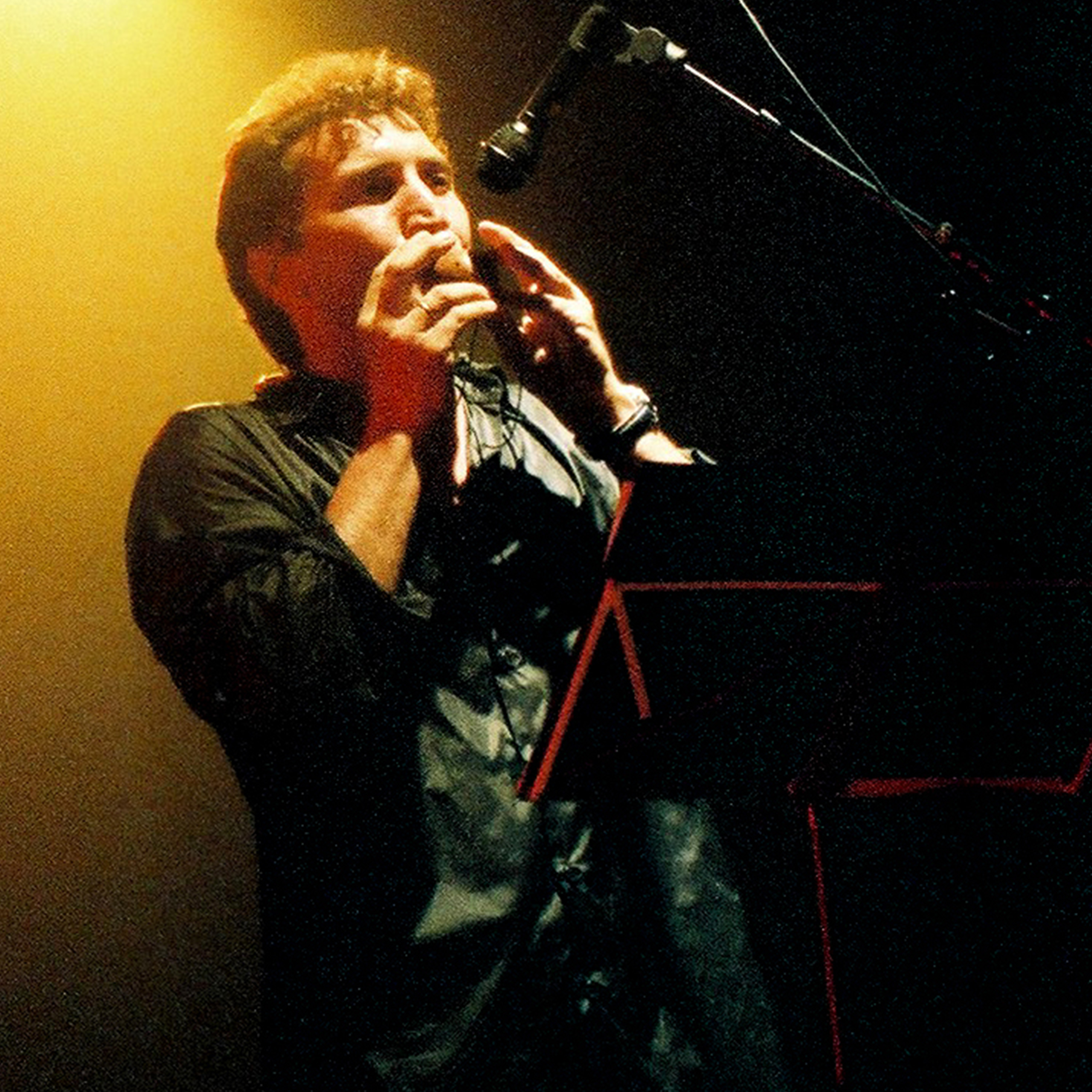
Luis Rigou à l'ocarina, en concert (2008).

En 1992, alors qu’il est en studio d’enregistrements, Paul de Seneville l’entend jouer. Ce producteur et compositeur de Michel Polnareff et Richard Clayderman lui propose d’enregistrer une chanson pour lui dans le studio voisin.
Parmi tous les instruments de Luis Rigou, il choisit la flûte de pan et l’ocarina (petit œuf troué en terre cuite). Quelques heures plus tard, le titre Song of Ocarina est né. L’artiste se voit proposer immédiatement un contrat pour 10 ans d’exclusivité artistique. Après quelques jours de réflexion, Luis Rigou accepte à la condition d’utiliser un nom de scène, « Diego Modena ». Le musicien tient à continuer en parallèle sa carrière sous son nom propre, celle avec Maïz et le Cuarteto Cedrón.
La série d’albums Ocarina connait un immense succès. Elle est récompensée par 57 disques d’or, 1 disque de platine, 2 double-platines et un disque de diamant (1.000.000 d'albums vendues) en 1991
Liste_des_albums_de_diamant_en_France, sur la période 1992-2000 (Plus de 14 millions de disques vendus, ses albums sont dans le Top 10 en 44 pays, en Numéro 1 en 14 pays),.

#### Les Archanges
Parallèlement à cette carrière fulgurante, Luis Rigou crée de nouveaux projets. En 1996,  il est le flûtiste et co-arrangeur avec Renaud Garcia-Fons, du Cantique Spirituel de Saint Jean de la Croix (composé par Vicente Pradal). Deux ans plus tard, Luis Rigou imagine et écrit l’opéra Les Archanges avec le pianiste Gerardo di Giusto qui compose la musique. Cette pièce est un oratorio pour comédien, chœur et solistes sur l’aventure des pilotes français de l’aéropostale en Argentine (parmi lesquels figurent l’auteur Antoine de Saint-Exupéry et l’aviateur Jean Mermoz).  Le spectacle musical retrace la création de la ligne aérienne qui reliait pour la première fois l’Europe, l’Afrique et l’Amérique du Sud à la poste aérienne. Il est interprété sur scène par le Trio Azul composé de Luis Rigou (quena), Gerardo Di Giusto (piano) et Javier Estrella (batterie). Les Archanges a aussi été traduit en espagnol et est parti en tournée avec différentes mises en scène dans des théâtres Argentins et Français. 
Il est sollicité dans la composition de musique de films et devient le directeur artistique de Lluis Llach. Il enregistre avec Jean Ferrat La Complainte de Pablo Neruda. Il travaille également avec Nilda Fernandez (Nilda Fernandez et Compiègne)  sans oublier ses collaborations avec Vicente Pradal : Le Llanto por Ignacio Sanchez Mejias, sur le texte de Federico Garcia Lorca,  Pelleas et Melisanda d’après Pablo Neruda) et Medianoche d'après des romances du Moyen Âge espagnol.
Cette même année, en 1998, Luis Rigou produit compose et dirige avec Eve Griliquez  l’album Le Chant des Hommes, en hommage au poète turc Nazim Hikmet. L’œuvre reçoit le prix « Coup de cœur » de l’Académie Charles Cros.
En 1999, il assure la direction artistique du disque Raco de Mon de la Companyia Elèctrica Dharma.
En 2002, avec Maurice Petit et Andrée Chedid, il crée le spectacle Brève Invitée.

#### La Chimera
C’est en 2014 que Luis Rigou fonde avec Eduardo Egüez le projet Misa de Indios, Misa Criolla. Luis, comme chanteur et flûtiste soliste, avec la soprano Bárbara Kusa, la trentaine de choristes de La Coral de Cámara de Pamplona  et l’ensemble de musique ancienne La Chimera, dirigé par Eduardo Egüez et composé principalement d’artistes argentins. Parmi les musiciens, on retrouve la violoniste Margherita Pupulin, Carolina Egüez à la harpe, Leo Teruggi à la contrebasse et David Gàlvez Pintado à la direction de la chorale,.
Ensemble ils interprètent la Misa Criolla d’Ariel Ramirez. Composée en 1964, c’est l’une des premières messes écrites en espagnol et non en latin. En effet, le Concile Vatican II a permis aux chrétiens d’exprimer leur foi dans leur langue.
Dans ce projet, elle est conjuguée avec de la musique baroque d’Amérique du Sud. Misa de Indios permet de découvrir des compositeurs baroques d’Amérique du Sud inspirés de la musique baroque européenne (exportée lors des missions jésuites). Ces enregistrements donnent lieu à plusieurs tournées de concerts dans toute l’Europe. La première, à l’Oratoire du Louvre est diffusé sur France Musique le 27 mars 2014. En 2017, la collaboration de Luis Rigou avec La Chimera se poursuit avec Gracias a la Vida, un projet consacré aux musiques sud-américaines.

#### Tango Secret
En 2018, Luis Rigou, accompagnée de la pianiste franco/américaine Céline Bishop, propose le projet Tango Secret. Ils sont accompagnés par la saxophoniste Helene Arntzen, Eduardo Egüez à la guitare, Per Arne Glorvigen et Eduardo García au bandonéon, Santiago Quagliariello à la contrebasse et Laurent Compignie au Fender Rhodes et à la basse. 
Ils interprètent de vieux tangos « canciones » et « milongas », des standards sud-américains comme Tonada de la Luna Llena de Simon Diaz, une milonga d’Atahualpa Yupanqui ou la valse Que nadie sepa mi sufrir d’Angel Cabral (devenue La Foule par Edith Piaf).
Cet album a une adaptation scénique sous forme d’un mini-opéra avec bandonéon et contrebasse ainsi que des danses pantomimes de Los Guardiola au Café de la Danse.

## Distinctions récompenses
- 1997 : Prix de Fondation de France (avec Hélène Arntzen) au festival de Biarritz pour le court métrage de Médecins du Monde.
- 2007 : Nommé Ambassadeur de Lourdes pour la paix
- 2011 : Nommé Citoyen d’honneur et de la Culture par la ville de Bahia Blanca (Patagonie, Argentine)
- 2011 : Nommé Visiteur Illustre des Arts par la Ville de Granadero Baigorria (Santa Fé, Argentina)
- 2013 : Nommé Personnalité illustre de la Culture de la Ville de Buenos Aires

## Discographie

### Maïz
- 1988 : Artigas, avec Anibal Sampayo, China Zorrilla et le Chœur et l’Orchestre Palacio de la música
- 1989 : Viajero por la tierra

### Cuarteto Cedrón
- 1990 : Tango Primeur (flûte traversière)

### Diego Modena
- 1991 : Ocarina
- 1993 : Ocarina II
- 1995 : Songs for baby Jane
- 1997 : Best of Ocarina
- 1997 : Alma América
- 1999 : Amalia

### Luis Rigou
- 1996 : Flûtes des Andes
- 2003 : Corazón al Sur
- 2019 : Tango Secret, Luis Rigou & Céline Bishop
- 2020 : Quebrada, Luis Rigou, Laurent Compignie et Diego Pittaluga
- 2021 : Caminos de los Andes vol. 1 et vol.2

### Direction Artistique
- 1998 : Racò da Mòn, Companya Electrica Dharma
- 1999 : Rodarà el mundo, MARINA ROSSELL
- 2000 : Temps de révoltes, LLUIS LLACH
- 2001 : Crier jusqu’à la fin du monde, Benjamin Fondane
- 2002 : Les chants des hommes, Eve Qriliquez

### En tant que flûtiste et chanteur

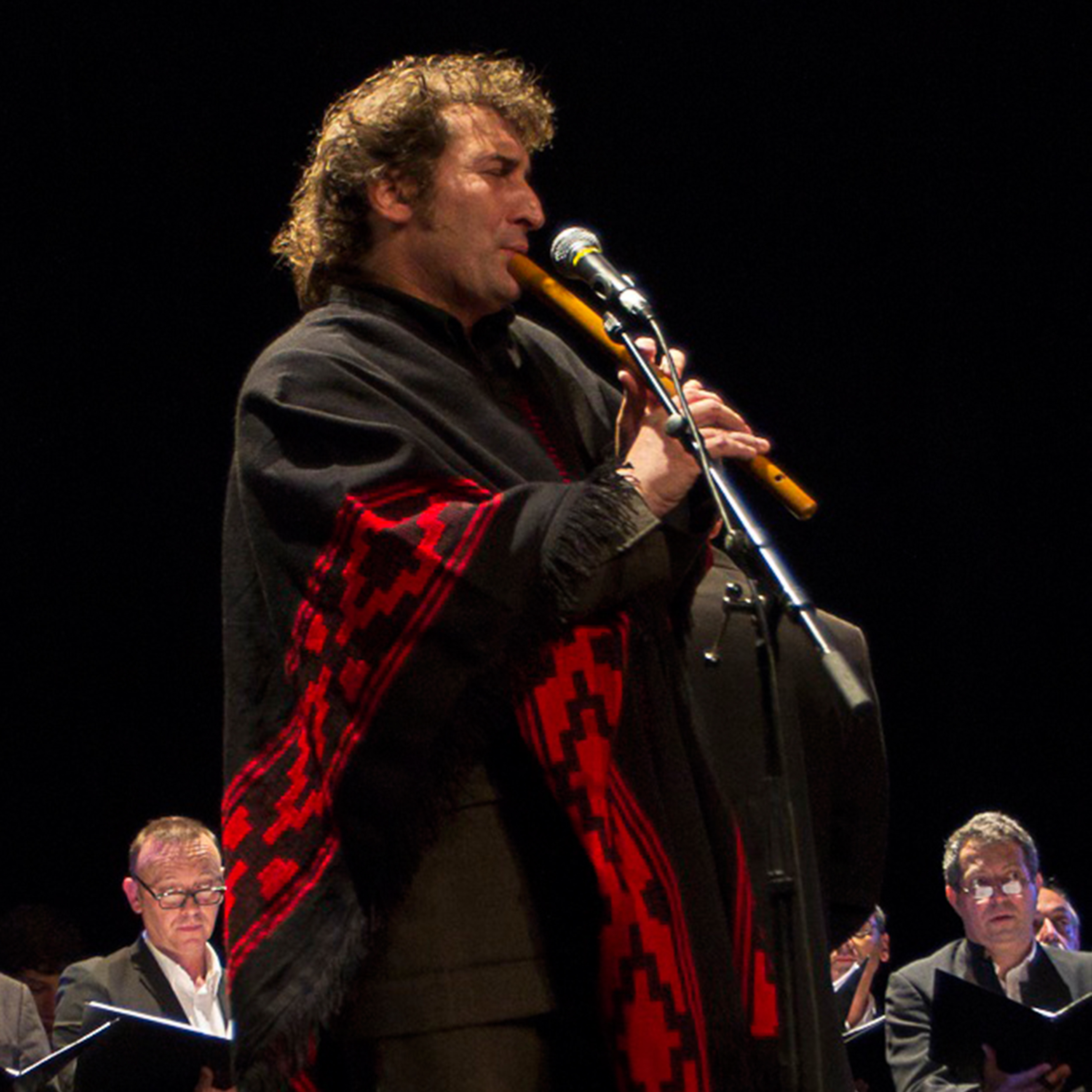
Luis Rigou et sa kena, pour la Misa de Indios (2015) avec l'ensemble La Chimera.

- 1993 : Nilda Fernandez, Nilda Fernandez
- 1994 : Compiègne, Nilda Fernandez
- 1995 : Un pont de mar blava, LLuis Llach
- 2006 : Tonos & Tonadas, La Chimera & Eduardo Eguez
- 2008 : Llanto por Ignacio Sanchez Mejias, Vicente Pradal
- 2015 : Misa de Indios, La Chimera & Eduardo Eguez
- 2016 : Medianoche, Vicente Pradal
- 2017 : Gracias a la Vida, La Chimera & Eduardo Eguez

### Musique de films
- 1991 : Karim et Sala de Idrissa Ouedraogo.
- 1992 : Voleur d'enfants de Christian de Challonge (musique de Lluis Llach).
- 1996 : Rivière Espérance (flûte soliste) d'Yves Boisset.
- 1997 : Médecins du Monde de Daniel Berthay (composition et interprétation avec Eduardo Makaroff et Helene Arntzen) primé du Prix spécial Fondation de France - Festival de Biarritz.
- 2004 : Caminos de los Andes, double album destinée au cinéma pour l’éditorial Kosinus.